# Evacanthus bellaustralis
Evacanthus bellaustralis är en insektsart som beskrevs av Hamilton 1983. Evacanthus bellaustralis ingår i släktet Evacanthus och familjen dvärgstritar. Inga underarter finns listade i Catalogue of Life.